# Castelo de Sigmaringen

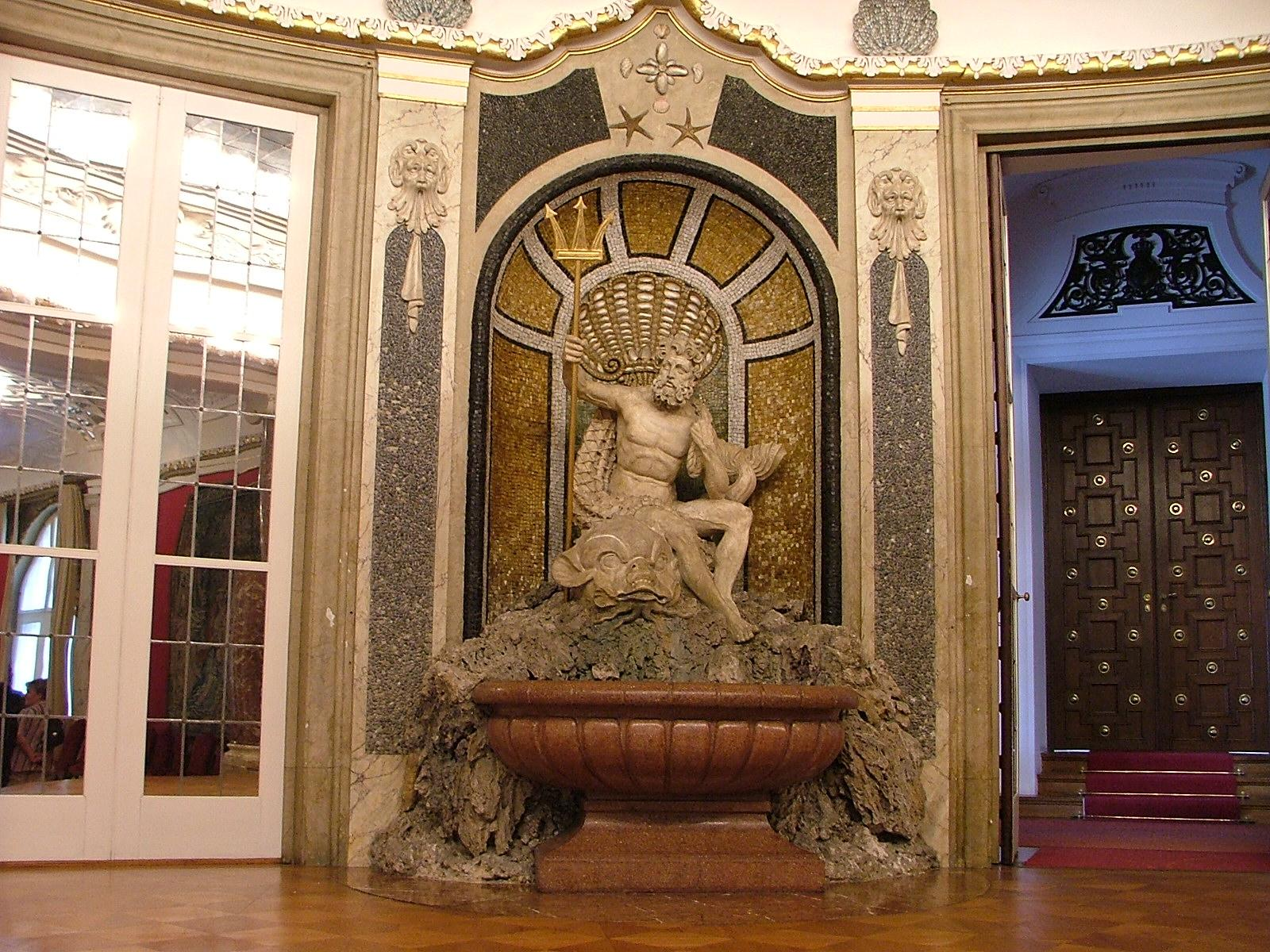
Fonte de Neptuno na Galeria Portuguesa, concluída em 1903

O Castelo de Sigmaringen (em alemão: Schloss Sigmaringen) foi uma residência principesca e sede governamental dos príncipes de Hohenzollern-Sigmaringen. Situado na região dos Alpes Suábios na região de Baden-Württemberg, Alemanha, este castelo domina o horizonte da cidade de Sigmaringen. Após um incêndio ocorrido em 1893, somente restaram as torres da antiga fortaleza medieval e o edifício teve que ser reconstruído. O castelo era propriedade dos Hohenzollern da Suábia, um ramo cadete da família Hohenzollern, berço dos imperadores alemães e reis da Prússia. 
Nos meses finais da Segunda Guerra Mundial, o castelo Sigmaringen foi brevemente sede do governo francês de Vichy, depois que a França foi libertada pelos Aliados. O prédio e seus museus podem ser visitados durante todo o ano, mas somente em visitas guiadas.

## Localização
Sigmaringen está localizada no extremo sul dos Alpes Suábios, uma região de planalto no sul de Baden-Württemberg. O castelo de Hohenzollern foi construído abaixo do estreito vale do rio Danúbio no atual Parque Natural do Alto Danúbio (em alemão: Naturpark Obere Donau). A construção ergue-se acima do rio, sobre uma projeção de falésia de giz que é uma ramificação do Maciço do Jura. Esta colina é conhecida simplesmente como Schlossberg ou Pedro do Castelo, tem 200 metros de comprimento e fica a aproximadamente 35 metros acima do leito do rio. O castelo é o maior dentre outros existentes no vale do Danúbio. Os penhascos íngremes e as faces escarpadas tornaram o local ideal para abrigar um bem protegido castelo medieval.

## História

### Construção do primeiro castelo

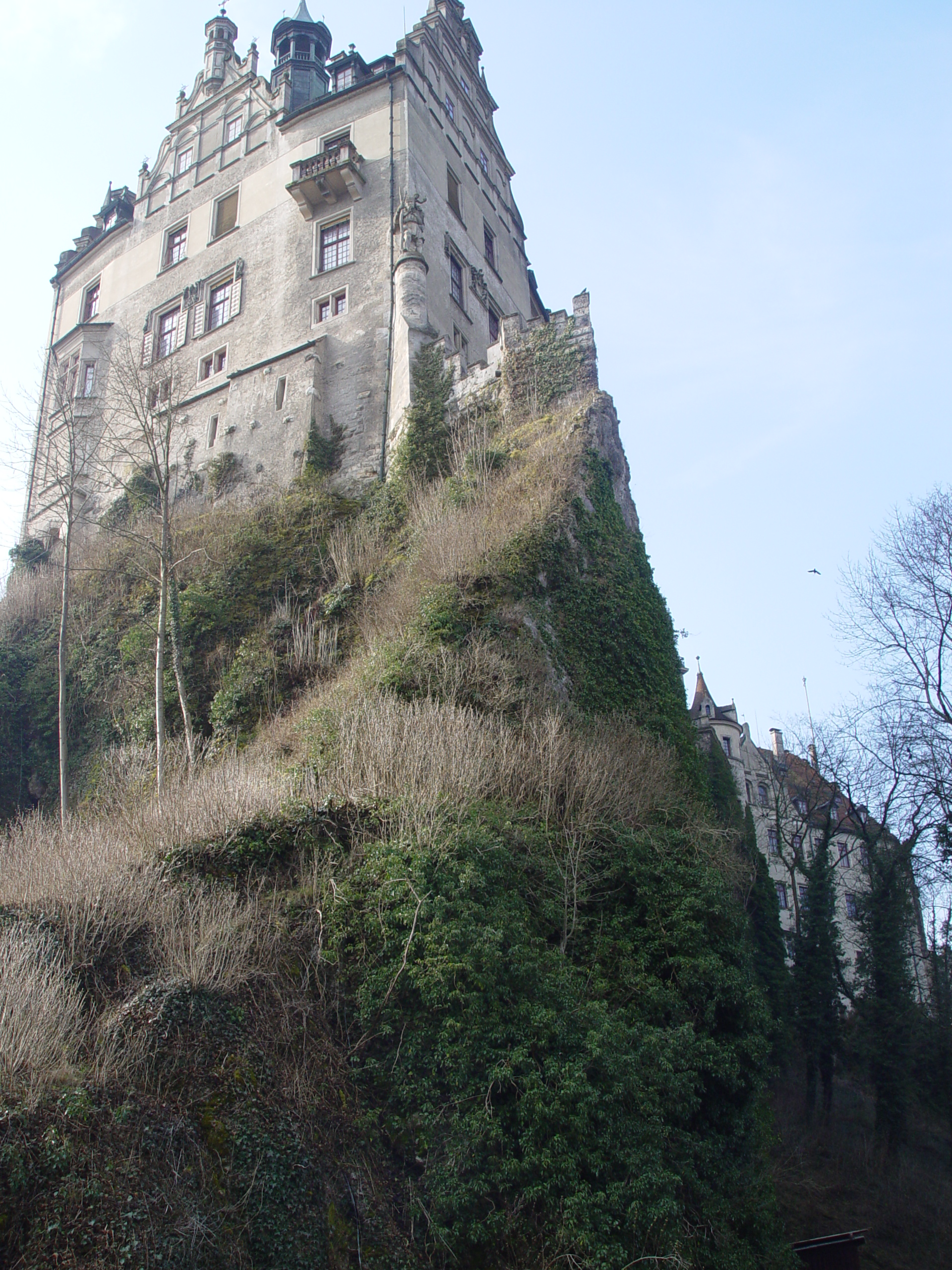
O castelo localiza-se no vale do Danúbio, sobre um rochedo de giz de 35 metros de altura conhecido como Schlossberg.

O primeiro castelo de Sigmaringen foi erguido em fins da Idade Média, no início do século XI. A menção mais antiga à construção data de 1077, na sequência do malsucedido cerco ao Burgo Sigmaringen por parte de Rodolfo da Suábia, em sua luta contra Henrique IV, rei da Germânia. Em 1083, os irmãos Ludwig e Manegold von Sigmaringen, são listado como testemunhas em um documento da abadia de Königseggwald.

### Casamento de Dom Manuel II
Em 4 de setembro de 1913, Dom Manuel II de Portugal, casou-se com Augusta Vitória de Hohenzollern-Sigmaringen, na capela do palácio.